# Camera Silens
Camera Silens est un groupe de punk rock français, originaire de Bordeaux, en Gironde. Désormais séparé, le groupe est actif entre 1981 et mai 1988,,,

## Biographie

### Débuts (1980–1982)
À l'été 1980, Gilles Bertin et Benoît Destriau se rencontrent chez Philippe, qui a un appartement dans une petite rue située près de la place Saint-Projet, à Bordeaux,, À l'époque le quartier Saint-Pierre est encore l'équivalent bordelais de la fontaine des Innocents à Paris, le rendez-vous de la « zone » (population pauvre et marginale) d'un quartier qui n'a pas encore achevé sa gentrification. Le groupe est constitué d'ex-lycéens en rupture (du lycée Camille-Jullian), dont le café Le Chiquito est le quartier général. Ces jeunes punks et skinheads sont influencés par la scène musicale en Grande-Bretagne, que ce soit la vague punk (Stiff Little Fingers, UK Subs, Cockney Rejects, The Damned, Angelic Upstarts, Sham 69, Dead Boys) ou le reggae et le ska.
Le groupe se choisit un nom fort. Camera Silens est une référence aux cellules d'isolement utilisées pour l'incarcération des membres de la Fraction armée rouge,. Pour la génération de l’après-choc pétrolier de 1979, trop jeune pour avoir participé aux événements de mai 1968, la révolte est alors incarnée par les mouvements les plus radicaux du moment comme la RAF et la très militaire IRA (Irish Republican Army, Armée républicaine irlandaise) ou les célèbres Brigades rouges. Il est à noter que la proximité historique et géographique avec la frontière espagnole amène aussi une certaine fascination pour l'ETA-militaire qui combat de manière intense dans le Pays basque de l'après-franquisme et dont l'écho des bombes parvient régulièrement jusqu'à Bordeaux.
Le trio remporte le tremplin Rockotone de 1982 dans le cadre de la première édition de Boulevard du Rock à la salle des fêtes du Grand Parc (une salle municipale de Bordeaux nord qui accueillit de nombreuses manifestations et des formations aussi diverses que The Clash ou plus tard The Pogues et Bérurier Noir). Ce soir-là, le prix leur est décerné ex-æquo avec un autre groupe émergent, Noirs Désirs (encore au pluriel à l'époque), dont les membres déclinent la récompense qui consiste en un enregistrement. Camera Silens en bénéficie finalement et enregistre une maquette au studio Deltour à Toulouse. Pour la gloire, l'un des titres de la première heure, est déjà un hymne. En outre, Patrice Blanc-Francard, producteur de l'émission Les Enfants du Rock d'Antenne 2, les sélectionne pour représenter la mouvance punk-oi! dans le cadre de la spéciale consacrée à Bordeaux. Mais le groupe vit cependant une situation précaire désespérante et accumule les problèmes dans sa galère quotidienne rythmée par les squats et la drogue : déménagements de locaux de répétitions pour cause d'impayés, petits boulots à droite et à gauche pour essayer d'acheter un peu de matériel, tentatives de larcins parmi lesquels le vol d'une sono qui vaudra une condamnation pénale et un séjour en prison à Gilles. Camera Silens constitue néanmoins le noyau dur de la scène punk bordelaise aux côtés des Brigades (à ne pas confondre avec le groupe parisien), Parfum de Femme ou encore Strychnine.
Les concerts ne sont pas encore nombreux, mais la notoriété du groupe se répand à grande vitesse. Le groupe commence à structurer sa démarche avec l'arrivée de Didier en tant que roadie, mécène et manager. À peine propulsé par le tremplin, Camera Silens offre une bruyante prestation à Sauveterre-de-Guyenne, qui voit débarquer à cette occasion une horde de punks particulièrement excités. La réputation du groupe est aussi due à la bande de punks et skinheads remuants qui les suit partout à la manière du Bromley Contingent des Sex Pistols ou de la Sham Army de Sham 69. Ce public aussi agité que récurrent suit le groupe même dans ses déplacements hors département, au point que ce dernier a parfois la désagréable impression « de jouer toujours à Bordeaux ». L'image violente et sans compromis du groupe, présente sur le cuir des blousons et les murs de la ville, joue en sa défaveur, notamment en 1986, lorsqu'il tente d'aborder une deuxième vie en teintant sa musique de rhythm and blues et de reggae.

### Affirmation (1983–1984)
1983 est l'année charnière à tous les niveaux : celle des affirmations, mais aussi celle des doutes et des premiers bouleversements. Le groupe irlandais The Outcasts fait sa tournée française avec Camera en première partie. Pour la gloire sort sur le premier volume de la compilation Chaos en France et Réalité, sur une cassette britannique. Mais, en mai 1983, Philippe annonce son départ, un coup dur qui compromet l'avenir du groupe. À cette crise de croissance viennent s'ajouter les problèmes de drogue qui s'aggravent dans l'entourage du groupe, les problèmes d'argent alourdissent encore davantage la situation. À l'automne, alors que Camera Silens prépare une rentrée cruciale, Gilles est incarcéré pour vol. Dernier membre du noyau originel, Benoît doute sérieusement et songe à mettre un point final à l'aventure, malgré l'arrivée d'Éric à la basse (ex-Eject, venant de la scène montpelliéraine, déjà active) et d'un nouveau manager, Jean-Marc Gouaux. Un concert très attendu est programmé le 26 octobre à Eysines dans le cadre de Boulevard du Rock : Camera Silens doit partager la scène avec notamment Oberkampf et les Coronados, alors têtes de pont de la scène alternative française. À quelques heures de l'événement, Benoît hésite encore à monter sur scène avec une nouvelle équipe encore approximative (Nicolas assure la batterie pour ce concert) et surtout sans Gilles, mais franchira le pas avec succès. Le public, conscient des turbulences que traverse la formation, répondra chaleureusement à cet acte de courage et la deuxième édition de Boulevard du Rock y gagne une de ses meilleures soirées. Camera Silens compte désormais sur la scène non seulement régionale mais aussi nationale.
En 1984, renforcé par ces succès, Camera assoit sa position sur la scène hexagonale en multipliant les concerts et sa participation aux compilations. Au mois de mai, Gilles étant sorti de prison, le groupe se produit maintenant à quatre avec Benoît, Éric de mieux en mieux intégré et un nouveau batteur Bruno, ex-Brigades. Gilles, quant à lui, ne se consacre dorénavant qu'au chant. Camera surfe sur la vague oi! et street punk particulièrement vives de Brest et du Havre. Les concerts s'enchaînent avec d'autres groupes comme notamment Reich Orgasm, Single Track, Bootboys, Snix, Decibelios, Conflict, Brutal Combat, et Collabos. Par ailleurs, ils jouent avec London Cowboys et surtout par deux fois avec La Souris Déglinguée, leur groupe hexagonal préféré. L'écho s'intensifie encore un peu plus via la presse fanzine enthousiaste. Le Chaos Festival organisé le 20 octobre à Orléans est marqué cette année-là par des affrontements entre des skinheads et le service d'ordre. Les fans bordelais sont venus une fois de plus en nombre. Ce festival, assez traumatisant par ses excès, est symptomatique du fossé qui se creuse petit à petit entre une scène skinhead qui semble devenue hors de contrôle et qui se politise très fortement à droite et la scène punk.
Leur titre Semaine Rouge, autre titre de la première heure, est sorti sur Chaos en France vol. 2, en juin 1984. Camera Silens, auteurs de ce titre de la compile, pensent alors pouvoir revendiquer leurs droits et réaliser un premier album avec l'appui de Chaos Productions. L'enregistrement débute en août 1984, au studio du Manoir, à Léon, pour dix morceaux réalisés en 24 pistes. L'opération n'aboutit pas comme prévu. En effet le professionnalisme coûte cher, d'autant que le quartette aspire au meilleur et compte bien déclarer ses compositions à la SACEM. Ces exigences sont difficiles à assumer pour Chaos, surtout vis-à-vis du reste de l'écurie qui n'aurait pas manqué de réclamer le même traitement et le label suspend sa collaboration. Le temps passe et le disque ne sort toujours pas. Reste alors la solution de coproduire l'album avec le Studio du Manoir. Camera Silens, ne pouvant investir d'argent, entreprend de contacter directement New Rose. La rencontre avec Patrick Mathé, de New Rose, figure emblématique du rock indépendant, est déterminante : ce dernier accepte d'avancer les fonds pour le pressage de 3 000 exemplaires et d'assurer la distribution.

### Réalitéet séparation (1985–1988)
Réalité sort en mars 1985, soit sept mois après l'enregistrement. Restituant bien le son du groupe, l'album demeure l'un des disques punk/skin de référence des années 1980. La même année, une cassette démo auto-produite est diffusée. Le titre phare, Identité, est repris sur la compilation sortie en décembre 1985, Les Héros du Peuple sont immortels, coproduite par Gougnaf et Kronchtadt Tapes, de Saint-Étienne. À la même période, Camera Silens fait cause commune avec un autre phénomène montant de la scène punk hexagonale, OTH.
1986 est l'année où tout bascule: elle est dominée par de nouveaux démêlés judiciaires de Gilles, qui quitte le groupe. Ce dernier sera accusé deux ans plus tard, en 1988, d'avoir organisé l'attaque d'un dépôt d'argent de la société Brink's à Toulouse,. À la suite du braquage, Bertin disparaît, la rumeur voulant qu'il ait fuit en Espagne ou en Amérique du Sud, ou même qu'il soit mort. De surcroît, le groupe, quelque peu lassé des circuits alternatifs, aspire à d'autres sphères. Après une période d’arrêt et sous la houlette de Benoît, Camera, amputé à nouveau d'un de ses membres principaux, réoriente radicalement sa musique. Une âme jamaïcaine domine dorénavant le son du groupe : compositions et reprises à tendances rocksteady reviennent aux sources de la culture skin anglaise des sixties. Camera s'est adjoint de nouveaux musiciens : un saxophoniste, François, un percussionniste, Alain, et des chœurs en la personne de Manu. Par ce tournant radical, la formation se coupe d'une bonne partie de sa base, celle-là même qui avait contribué à son tonitruant succès. Mais il s'agit à ce stade de rompre avec un passé plutôt lourd. Benoît et ses comparses des débuts doivent couper le cordon d'un entourage rendu invivable par les problèmes liés à l'abus de drogue, d'alcool et de péripéties concomitantes.
Le manifeste public de cette rupture se fait lors de l'émission Décibels sur France 3, diffusée le 12 décembre 1986. Ce moment reste un souvenir douloureux pour Benoît qui était en conflit latent avec les autres membres de sa formation sur la question du changement du nom du groupe. Il est vrai que par ailleurs la pression est réelle autour du groupe. Beaucoup s'interrogent sur l'apparence violente du groupe des débuts, ils doivent faire les frais à tort de la dérive fasciste d'une partie du mouvement skinhead. Les Camera ne sont pas des tendres, ne croyant ni au compassionnel ni à la tolérance comme ils le déclarent lors d'une interview pour le fanzine Happy Tax Payers (no 2), ils affirment néanmoins clairement leur credo pour la liberté. Préférant l'esprit plus brut et moins factice de la oi!, musique issue de la culture skin, Benoît dira plus tard de la punkitude un tantinet surfaite « que malgré l'impact direct et populaire de la musique, elle est surtout affaire de sape ». Malgré tout, ce passage à la télévision remet véritablement Camera Silens en activité, qui retourne en studio en février 1987, cette fois-ci au chalet. De cette nouvelle phase sortent deux disques : le 45 tours Comme hier, qui donne lieu à un second passage dans Décibels le 30 juillet 1987 et l'album six titres auto-produit Rien qu'en traînant. Ce dernier marque véritablement l'ultime étape pour Camera qui annonce sa séparation en mai 1988, elle sera effective le 18 juin 1988. Le groupe se produit une dernière fois au festival Musiques en couleurs place André Meunier à Bordeaux en soutien à l'Association de Soutien aux Travailleurs Immigrés aux côtés de El Hijra (raï), Americandina (salsa) et Kidjan (afro-reggae).

### Retours partiels
L'aventure scénique se poursuit pour Bruno et Éric avec l'éphémère projet Whodunit, qui ne laissera aucun enregistrement, et partent ensuite jouer et rencontrer un certain succès avec Mush. Leur manager Jean-Marc Gouaux s'occupera de Noir Désir jusqu'en 1996.
Il faut attendre l'an 2000 pour que Camera Silens se réunisse à nouveau. Autour de Benoît, Eric, Bruno, François et Fred, nouveau aux guitares, la formation enregistre alors quatre titres inédits qui s'insèrent parmi les nombreuses rééditions officielles et pirates (où le groupe se rend compte avec stupeur et dégoût qu'il est parfois publié aux côtés de groupes d’extrême-droite). À signaler la sortie CD en 2003 de l'album Réalité sur le label Euthanasie, réédité en 2005 en vinyle. Benoit balaiera cependant toute hypothèse de reformation. Camera Silens demeure, malgré une relative confidentialité, l'un des groupes les plus importants du punk français aux côtés de Bérurier noir, La Souris déglinguée, Oberkampf ou OTH.
Après l'attaque d'un fourgon blindé dont il était accusé et sa cavale consécutive, Gilles Bertin fera sa réapparition en novembre 2016 après 28 ans de clandestinité, lorsqu’il décide de se rendre à la justice. Il s'était enfui en Espagne puis au Portugal, où il était dirigeant d'un magasin de disques à Lisbonne, avant de tenir le bar de ses beaux-parents à Barcelone. Il sera remis en liberté sous contrôle judiciaire,. Le procès de Gilles Bertin s'ouvre le 6 juin 2018. Il risquait une peine de 20 ans de réclusion. Mais il a finalement été condamné à cinq ans de prison avec sursis,. Le 15 avril 2019, une émission de la série "Affaires Sensibles" sur France Inter, dont Gilles Bertin est l'invité, a pour thème ce braquage.
En juin 2020, un livre retraçant leur parcours est publié : Patrick Scarzello : Camera Silens par Camera Silens,  (ISBN 979-10-278-0210-4), Le Castor Astral, juin 2020
En janvier 2023, à la suite de l’arrêt de leur label Euthanasie, Benoit Destriau et Jean-Marc Gouaux reprennent toutes les activités liées à la diffusion de Camera Silens sous toutes ses formes via un site web: www.camerasilens.net . Un titre inédit live " Intro + Histoire d'un soir " est mis en ligne sur les diverses plateformes musicales de streaming. 

## Membres
- Gilles Bertin - basse, chant (1981-1986) (décédé en 2019)
- Benoit Destriau - guitare (1981-1988)
- Philippe Schneiberger - batterie (1981-1982)
- Éric Ferrer - basse  (1983-1988)
- Nicolas Mouriesse (alias Boubou) - batterie (1983-1984)
- Bruno Cornet - batterie (1984-1988)
- François Borne - saxophone (1986-1988)
- Alain Brival (1986-1988)